# Alberico di Sutri
Alberico (fl. XII secolo) è stato vescovo di Sutri, storicamente documentato agli inizi del XII secolo.

## Biografia
Non si conosce nulla della vita e dell'operato del vescovo Alberico, noto solamente in due documenti coevi.
L'8 settembre 1105 papa Pasquale II, su richiesta del preposito Enrico di Arezzo, confermò con la bolla Sicut iniusta, scritta da Civita Castellana, i privilegi e i beni dei canonici della cattedrale di San Donato. Tra i 5 firmatari, oltre al papa, ai vescovi Riccardo di Albano e Bruno di Segni, e al cardinale-presbitero Riso del titolo di San Damaso, si trova anche Albericus episcopus Sutrinus.
Alberico è noto ancora per la controversia che lo vide opposto a Guido, vescovo di Tuscania, documentata da un memorandum (memoratorium) non datato, che riferisce fatti ascrivibili a prima del 1113. La diocesi di Centumcellae era stata soppressa sul finire dell'XI secolo e il suo territorio annesso a quello della diocesi di Tuscania. Alberico di Sutri rivendicò per sé l'antica sede episcopale, e in un concilio lateranense, presumibilmente quello di marzo 1112, ottenne che il territorio della soppressa diocesi fosse annesso a quello della diocesi sutrina. Guido di Tuscania, per tre volte convocato per esporre le sue ragioni, si presentò in ritardo a decisione già presa, contro la quale protestarono anche gli abitanti di Centumcellae. Il papa ordinò allora la revisione della sentenza, ma il concilio si chiuse senza giungere ad una conclusione. Non si conosce l'esito finale della controversia: quando, verso la fine del XII secolo, la sede di Tuscania fu trasferita a Viterbo, i territori della nuova diocesi comprendevano anche quelli di Centumcellae.